# 峰山药王庙
峰山药王庙，是位于天津市西青区的一座寺庙。峰山药王庙始建于唐代永淳二年（公元683年），1997年再次重修，现为天津市西青区区级文物保护单位。